# Йохан фон Ингелхайм
Йохан фон Ингелхайм (на немски: Johann von Ingelheim; † 21 февруари 1517) от древния рицарски род Ингелхайм на река Рейн в Рейнланд-Пфалц, е рицар и дворцов майстер в Курпфалц.

## Произход
Той е син на Йохан фон Ингелхайм († 30 март 1480) и съпругата му Лиза Волф фон Спанхайм († 1480), дъщеря на Адам Волф фон Спанхайм († сл. 1442) и Ирмгард фон Левенщайн-Рандек. Внук е на Филип III фон Ингелхайм († 1431). Брат е на Якоб Карл фон Ингелхайм († 29 декември 1516), женен за Доротея Брендел фон Хомбург († 8 август 1530), и на Елизабет, омъжена за Еберхард Фетцер фон Гайшпитцхайм († 1519).
През 1680 г. император Леополд I издига фамилията на имперски фрайхер и през 1737 г. император Карл VI на имперски граф.

## Фамилия
Йохан фон Ингелхайм се жени за Маргарета фон Хандшухсхайм († 1500/1509), дъщеря на Дам I Хандшухсхайм († 5 април 1497), внучка на Хартман II фон Хандшухсхайм и правнучка на Дитер IV фон Хандшухсхайм († 20 декември 1402) и Метце фон Найперг († 25 май 1414), дъщеря на Райнхард фон Найперг († 14 май 1377) и Мехтилд фон Геминген, дъщеря на Дитрих фон Геминген 'Стари' († ок. 1374) и Елизабет фон Мауер († 14 февруари 1354).. Те имат седем дъщери:
- Цецилия фон Ингелхайм († 1 април 1520)
- Урсула фон Ингелхайм († 24 февруари 1538), омъжена за фрайхер Лудвиг фон Флекенщайн († 1541)
- Елизабет (1) фон Ингелхайм, омъжена за Йохан фон Хелмщат († 7 февруари 1546)
- Барбара фон Ингелхайм († 8 декември 1526), омъжена за Якоб III фон Флекенщайн († 1526)
- Аталия фон Ингелхайм (* ок. 1514; † сл. 1526), омъжена пр. 1538 г. за Балтазар фон Розенберг (* ок. 1512; † 1555)
- Маргарета фон Ингелхайм
- Катарина фон Ингелхайм († сл. 1500)